# Raphael Botti
Raphael Botti (sinh ngày 23 tháng 2 năm 1981) là một cầu thủ bóng đá người Brasil.

## Sự nghiệp câu lạc bộ
Raphael Botti đã từng chơi cho Vissel Kobe.